# Château de Limont
Le château de Limont est situé à proximité du village de Limont, une section de Donceel dans la province de Liège près de Waremme. 

## Historique
Le château date du XVIIIe siècle et a été en grande partie rénové au XIXe siècle. Elle fut longtemps habitée par la famille Brabant de Limont. En 1993, il devenu un hôtel et un lieu de fêtes et de réunions.